# Luigi Bottiglia Savoulx
Luigi Bottiglia Savoulx (Cavour, 16 febbraio 1752 – Roma, 14 settembre 1836) è stato un cardinale italiano.

## Biografia
Nacque a Cavour il 16 febbraio 1752 dall'avvocato Andrea Bottiglia, conte di Savoulx, e di sua moglie Gaspara Gotti di Salerano.
Papa Gregorio XVI lo elevò al rango di cardinale nel concistoro del 23 giugno 1834.
Morì il 14 settembre 1836 all'età di 84 anni.

## Genealogia episcopale
La genealogia episcopale è:
- Cardinale Scipione Rebiba
- Cardinale Giulio Antonio Santori
- Cardinale Girolamo Bernerio, O.P.
- Arcivescovo Galeazzo Sanvitale
- Cardinale Ludovico Ludovisi
- Cardinale Luigi Caetani
- Cardinale Ulderico Carpegna
- Cardinale Paluzzo Paluzzi Altieri degli Albertoni
- Papa Benedetto XIII
- Papa Benedetto XIV
- Cardinale Enrico Enriquez
- Arcivescovo Manuel Quintano Bonifaz
- Cardinale Francisco Antonio de Lorenzana y Butrón
- Cardinale Giuseppe Maria Spina
- Cardinale Luigi Bottiglia Savoulx